# Processo de Czochralski

O processo Czochralski.

O Processo Czochralski é um método de cultura de cristais usado para a produção industrial de monocristais de uma diversidade de materiais cristalinos para os quais se pretende elevada pureza e cristais isentos de defeitos. A metodologia é utilizada na produção de materiais semicondutores, como o silício, o germânio e o arseneto de gálio, de metais para os quais se pretende um elevado grau de pureza química, como o paládio, a platina, a prata e o ouro, e de diversos sais e gemas sintéticas. A designação do processo honra o cientista polaco Jan Czochralski, que descobriu o método em 1916, quando estudava a velocidade de cristalização de alguns metais.